# Vintilă Davidescu
Vintilă Davidescu (n. 3 septembrie 1890 – d. 30 decembrie 1973) a fost un general român care a luptat în cel de-al Doilea Război Mondial. 
A comandat Divizia 6 Infanterie. 
A îndeplinit funcția de secretar general al Ministerului de Război până pe 11 septembrie 1944, când a fost înlocuit cu generalul de divizie Dumitru Carlaonț, urmând a i se încredința altă însărcinare.
După instalarea guvernului Petru Groza, generalul de divizie Vintilă Davidescu a fost trecut din oficiu în poziția de rezervă, alături de alți generali, prin decretul nr. 860 din 24 martie 1945, invocându-se legea nr. 166, adoptată prin decretul nr. 768 din 19 martie 1945, pentru „trecerea din oficiu în rezervă a personalului activ al armatei care prisosește peste nevoile de încadrare”.

## Legături externe
- en  Generals.dk